# Mariquita (Tolima)
Mariquita, oficialmente San Sebastián de Mariquita, es un municipio colombiano ubicado en el norte del departamento de Tolima, a una altitud de 495 m s. n. m., su temperatura promedio es de 26 °C, con una población de 33.329 habitantes en 2016 y su cabecera municipal es San Sebastián de Mariquita.
Está a unos 150 kilómetros al noroeste de Bogotá. Este municipio contiene varios asentamientos españoles importantes que se encontraban debido a su proximidad al río Magdalena. Hoy en día, Mariquita es frecuentado por los turistas de la capital quienes visitan lugares de interés como la Medina Cascadas (las cataratas de Medina) y la menta (Casa de la moneda). El conquistador español Gonzalo Jiménez de Quesada falleció y estuvo enterrado aquí hasta que reubicaran sus restos en Bogotá. Hoy en día alberga grandes hoteles y haciendas, entre ellos la Villa de los Caballeros.

## Historia
Fue fundada el 28 de agosto de 1551 por el capitán Francisco Núñez Pedroso y alcanzó una cierta importancia durante el virreinato por la actividad minera.
En un principio fue nombrada 'Marequita', por el cacique Marequita quien gobernaba esa provincia. Luego se nombró 'Mariquita' y finalmente 'San Sebastián de Mariquita'.
En esta población murió el adelantado Gonzalo Jiménez de Quesada, fundador de Bogotá. Fue cuna de Francisco Antonio Moreno y Escandón, autor de la reforma educativa más importante de la época en la Nueva Granada. 
Sirvió de sede de la llamada Real Expedición Botánica, ordenada por el rey Carlos III, bajo la dirección del sabio gaditano José Celestino Mutis, quien dirigió el estudio de la flora del lugar, en unión de científicos criollos como Francisco José de Caldas. 
En 1812 la Provincia de Mariquita se declaró independiente y José León Armero fue nombrado presidente de la nueva república hasta el 1815 que tuvo como capital a Honda, en 1824 la provincia de dividió en los cantones de Honda, Mariquita, Ibagué y La Palma. Su gobernador presidente fue José León Armero, quien sancionó la constitución de la República de Mariquita, adoptada por la Asamblea Constituyente. 
Su clima la hizo predilecta como lugar de veraneo de los virreyes, quienes establecieron una casa de recreo, conocida como Casa de los Virreyes. 
Tras el declinar de las minas de oro y plata perdió importancia comercial, que comenzó a recobrar luego de la catástrofe de Armero. 
Uno de los grandes atractivos de esta ciudad blasonada, al decir del abogado y periodista Guillermo Pérez Flórez, fue el cable aéreo que la unía con la ciudad de Manizales.

## División Político-Administrativa
Además de su Cabecera municipal: San Sebastián de Mariquita. 
Mariquita tiene bajo su jurisdicción los siguientes Centros poblados:
- Camelias
- El Hatillo
- La Albania
- La Cabaña
- La Parroquia
- Las Marías
- Pitalito

## Geografía

### Límites municipales
Mariquita está delimitada por los siguientes municipios, excepto por el norte con el departamento de Caldas:
| Noroeste: Marquetalia ( Caldas) (Río Guarinó) | Norte: Victoria ( Caldas) (Río Guarinó) | Nordeste: Honda |
| Oeste: Fresno                                 |                                         | Este: Honda     |
| Suroeste: Fresno                              | Sur: Falán y Armero                     | Sureste: Honda  |

## Economía
Hoy en día, sus principales actividades económicas son la agricultura, el cultivo de la caña (producción de panela), el cultivo del aguacate con sus variedades (lorena o papelillo, choquette, booth-8 y común),además de la producción de frutas mariquita es nacionalmente conocida como la capital del mangostino una extraña fruta llamada manjar de los dioses o fruta de los reyes, otro fuerte de esta ciudad es la ganadería y el comercio en general. Actualmente Mariquita cuenta con una embotelladoras de gaseosas (Glacial) la cual se perfila como un municipio en pleno desarrollo y con la ampliación de la autopista Medellín a Bogotá se espera un cambio en la actividad económica que fomente la industria de la región.

## Sitios de interés
Mariquita es un municipio que cuenta con varios sitios de interés histórico y turístico, en donde se puede apreciar la arquitectura colonial de la zona: La Ermita, la iglesia de San Sebastián, la Casa de la Moneda, el parque principal, la Casa Mutis, las ruinas de Santa Lucía, la pila de los ingleses, la casa de los virreyes, la casa de los jesuitas, la mansión de Gonzalo Jiménez de Quesada, y la finca campestre Peniel que ha recogido la historia del municipio y la comparte día a día con nativos de la región, turistas y visitantes.

### Semana Santa
La Semana Mayor convoca gran cantidad de turistas, venidos de todas las regiones de Colombia y el mundo. La ermita, el templo de estilo español, construido hace más de 400 años, lugar donde se encuentra el llamado "Señor de los Caminantes", es eje de las principales celebraciones.
El acto central como es el viacrucis, es quizás el que más feligreses y turistas convoca, iniciando en el templo de Nuestra Señora del Carmen y finalizando en la ermita. A él acuden las primeras autoridades civiles, militares y eclesiásticas. Los demás actos litúrgicos celebrados en los demás templos de la ciudad, igualmente, cuentan con gran número de feligreses.

### Eventos anuales importantes
De importancia regional y nacional resulta para el municipio el reconocimiento de alojar en su territorio, en el mes de agosto,  algunas bandas de marcha,  que se destacan a nivel regional y nacional en diversos concursos por su buen nivel músico-marcial, entre ellas tenemos a la Banda de la Institución Educativa Santa Ana y la Banda de la Institución Educativa Gonzalo Jiménez de Quesada, entre otras. Estas dos bandas han recibido múltiples reconocimientos en diversos concursos de bandas a nivel departamental y nacional por su brillante trabajo.
Con motivo de celebrar cada año la fecha de fundación de la población, el 28 de agosto, se desarrolla anualmente una serie de importantes eventos musicales y culturales en San Sebastián de Mariquita, entre los que se destacan el Festival Nacional de Música "Mangostino de Oro", al cual concurren prestigiosos músicos, en la modalidad de duetos, tríos y solistas de tiple, reconocidos a nivel nacional.
También cuenta con un espacio que potencia la cultura y el arte desde las dinámicas musicales emergentes en el municipio, nace desde el segundo semestre de 2002 el Festival Marakas Rock, el cual se ha venido gestando como el vehículo más importante del centro colombiano para la presentación en vivo de artistas del municipio, del departamento del Tolima y de la nación ante el público joven de la región, y como espacio de convivencia, tolerancia y cultura, cuyo eje central es la música como generadora de diferentes manifestaciones culturales de la juventud y la buena utilización del tiempo libre, bajo el lema “Que tu único vicio sea la música”.

## Medios de Comunicación

### Televisión abierta
La ciudad se emite un canal regional público, Canal Trece, En la ciudad se emiten los tres canales nacionales privados Canal 1, Caracol Televisión y Canal RCN y los dos canales nacionales públicos Canal Institucional y Señal Colombia.

### Televisión por suscripción
La ciudad cuenta con múltiples servicios de televisión satelital digital como DirecTV, Claro y Movistar y televisión digital por cable ofrecido por Claro, Tigo, Movistar y Cablemás que ofrece el servicio de televisión digital por red ADSL y GPON (IPTV), y análoga y digital por red bidireccional (HFC), el servicio de televisión digital virtual ofrecida por la red GPON (IPTV) de Claro, Movistar, Tigo y de pequeños sistemas de televisión por cable.

### Emisoras de radio
En San Sebastián de Mariquita actualmente cuenta con 2 estaciones radiales: En AM, Radio Lumbí 1300 kHz (emisora afiliada a Caracol Radio); y en FM, Toca Stéreo 99.5 MHz.

## Fotos
|              |
| casa antigua |

## Servicios públicos
- Energía Eléctrica: Celsia, es la empresa prestadora del servicio de energía eléctrica.
- Gas Natural: Alcanos de Colombia es la empresa distribuidora y comercializadora de gas natural en el municipio.